# Bab Boudir
Bab Boudir (arabe باب بودير) est une commune rurale de la Province de Taza, de la région marocaine de Fès-Meknès. Selon le recensement de 2014, elle avait une population de 5 082 personnes pour 581 foyers.

## Patrimoine
La grotte de Friouato, creusée dans les calcaires du Lias, est aménagée pour le tourisme. Elle se situe sur le territoire de la commune de Bab Boudir, dans le djebel Messaoud, massif du Moyen Atlas.